# Église Saint-François de Fano
Pour les articles homonymes, voir Église San Francesco.
L'église Saint-François (italien : chiesa di San Francesco) est un monument italien, une ancienne église désacralisée et sans toiture qui se trouve  dans le centre historique de la ville de Fano.

## Histoire
Avec l'émission de la bulle papale par le pape Alexandre IV  le 26 avril 1255, nous avons les premières nouvelles de la construction de l'église, du couvent de Saint-François et de l'arrivée de l'ordre franciscain dans la ville de Fano. La bulle accorde une indulgence plénière à tous ceux qui ont financé les travaux. En 1284, une autre bulle, émise par Bonomo, évêque de Fano, renouvelle l'indulgence à ceux qui ont financé les travaux. Les travaux sont achevés en 1323, selon le testament de Margherita da Peruzzo, qui précise que les frères accomplissaient déjà des rites dans l'église.
En 1336, l'église est consacrée par l'évêque de Fano Iacopo II, le frère Pietro de Pesaro et l'évêque de Senigallia, comme l'indique une inscription de 1498, désormais perdue, dans les Memorie Istoriche de l'écrivain de Fano Pietro Maria Amiani.

« HANC QUAM CERNIS HUMILIS ORATOR

AECCL. DNUS. IACOB EPS FANESIS DNS

FRATER PETRUS EPS SONOGALLIENSIS DIE

CONSECRARUNRT ANNO DOMINI MCCCXXXVI

PRIMA DOMINICA MENSIS MAII

PR. GUARD ET FRATRES HANC MEM. PON. C.

ANNO DOM MCDXCVIII »

— Pietro Maria Amiani, Memorie Istoriche
De 1336 à 1498, la ville de Fano  passe sous la domination de la famille Malatesta, originaire de Rimini, et par conséquent l'église de San Francesco aussi. L'église  connait une période de  prospérité qui conduit à la gravure des armoiries de la famille sur les clés d'un portique franciscain. C'est également à cette époque que les Malatesta utilisent le couvent pour abriter certaines de leurs tombes, comme celle de Pandolfo III Malatesta, mort en 1427, de sa première épouse Paola Bianca, morte en 1398, et de leur médecin Bonetto da Castelfranco, mort en 1434. L'église  devient le lieu de sépulture de nombreuses  familles nobles, dont la famille Boccacci (originaire de Meldola), dont la dalle en terre cuite avec les armoiries est située au-dessus de la tombe de Bonetto.

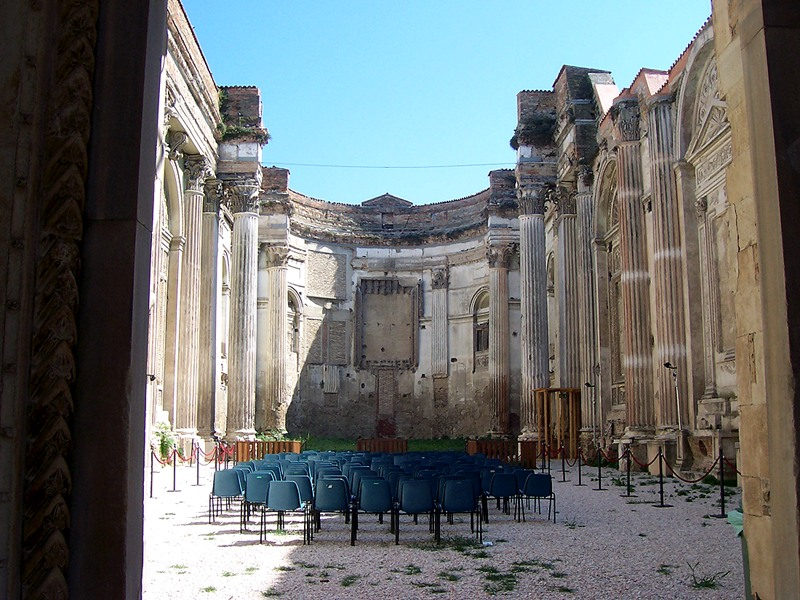
Intérieur de l'église.

Vers 1460, des conflits  éclatent entre les familles riches de Fano au sujet de la propriété des autels dont la plupart mal entretenus sont démolis en 1606.
De 1498 à 1657, une  période de splendeur qui entraîne de nombreux changements à l'intérieur de l'église. En 1672, un tremblement de terre détruit le clocher, construit vers le XIVe siècle. En 1696, un incendie dans la sacristie de l'église cause des dégâts rendant l'endroit dangereux pour les frères.
En 1763, a lieu la rénovation complète du couvent, à l'exclusion de l'église, financée par le pape Clément XIV, qui montre son intérêt pour l'ordre de Fano dans lequel il a effectué ses premières études religieuses.
En 1774, les travaux sont achevés et à la fin du XVIIIe siècle, les frères veulent restaurer l'église, mais cela est impossible en raison des troubles politiques de l'époque (Révolution française) ; ils sont donc contraints, de 1802 à 1840, de déplacer l'accomplissement des rites dans le réfectoire du couvent, abandonnant ainsi l'église et l'utilisant comme entrepôt et écurie.
En 1840, les travaux de l'église commencent, commandés par le père Francesco Maria Zamponi, qui engage l'architecte Arcangelo Innocenzi pour reconstruire le clocher, qui est à nouveau démoli en 1874. Au cours de ces travaux, achevés le 13 juin 1850, presque toutes les inscriptions et les derniers autels sont perdus.
Vers 1870, lorsque les États pontificaux sont annexés au royaume d'Italie, de nombreux ordres mineurs sont supprimés, dont celui de Fano.
Jusqu'en 1912 le couvent est utilisé comme caserne militaire, abandonnée après une proposition de l'utiliser comme siège de la mairie, tandis qu'en 1924  une proposition de démolir l'église est avancée qui est  endommagée par les tremblements de terre de 1916 et 1924.
Avec le tremblement de terre du 30 octobre 1930, le toit est démoli pour des raisons de sécurité, puis en 1932 l'église est reconvertie comme gymnase national pour l'Opera Nazionale Balilla avec la  démolition de certaines structures du couvent, de l'église et de certains arcs.
Le 15 juin 1934, la préfecture royale de Pesaro-Urbino refuse au podestat de Fano le droit de démolir l'église et lui demande d'engager des travaux de restructuration interne.
Le 5 février 1938, des propositions sont soumises à la municipalité de Fano concernant le réaménagement de la zone.
Le 25 août 1938, le ministre de l'Éducation nationale informe le Podestat que le professeur Gustavo Giovannoni et l'architecte Alberto Calza Bini feront une inspection pour présenter des propositions de restauration de l'église San Francesco.
En 1950, le conseil municipal de Fano approuve le nouveau projet du plan général d'urbanisme pour la reconstruction de l'église. Cependant, après de nombreuses modifications du plan, le projet est abandonné, laissant l'église et le couvent dans un état de délabrement, dû à l'action des agents atmosphériques du fait de la démolition de la toiture à la suite du tremblement de terre de 1930 et aussi de la vente de certains meubles intérieurs comme l'orgue, le chœur et l'autel.
Les restes de l'édifice sans toit et dont le sol est désormais une pelouse est désormais utilisé pour des événements culturels.

## Description

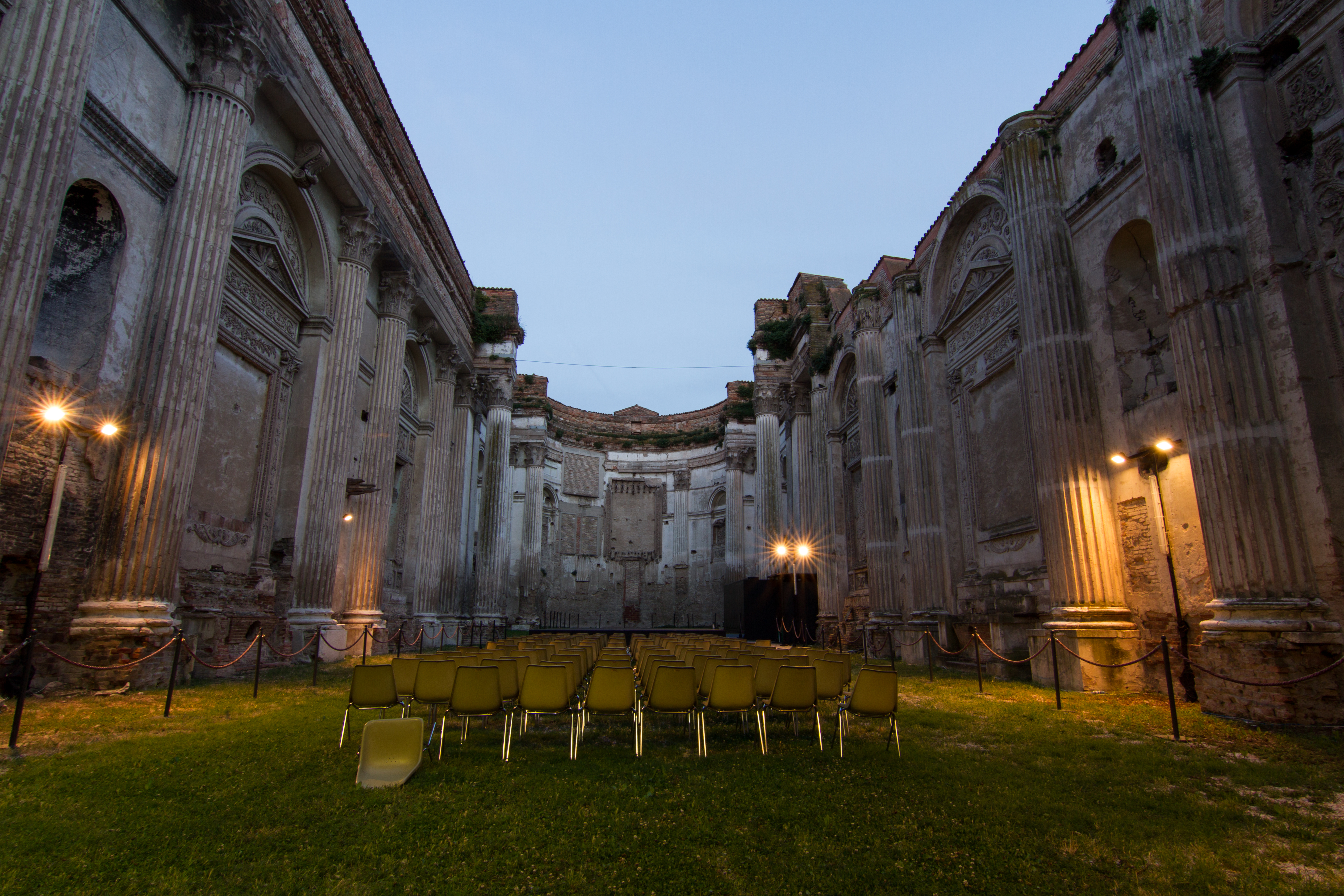
Église San Francesco (privée de son toit).

L'église San Francesco a été rénovée au XIXe siècle par les architectes Arcangelo Innocenzi et Giuseppe Ferroni, qui ont conservé les murs d'enceinte médiévaux de la façade, du côté droit ainsi que ceux du côté gauche. Ils ont modifié la décoration intérieure et la hauteur du temple, qui est désormais plus élevé que le niveau des maisons (l'église mesure 56 mètres de long et 17 mètres de large, et la voûte est haute de 25,70 mètres). En 1930, à cause du tremblement de terre, le toit de l'église a été démoli.
La structure simple est soulignée par l'utilisation de briques dans la construction. Le plan à une seule nef est encore visible et ses caractéristiques néoclassiques sont visibles grâce aux colonnes corinthiennes conservées. Au début de la salle de l'église, dans une niche sur le côté droit, se trouve la tombe de la fille de Ferroni, Maddalena, dans un état de délabrement avancé. Le monument funéraire, œuvre de Giovanni Gai, présente des formes néoclassiques et, au centre, un médaillon représentant le visage de la défunte.

### Portique

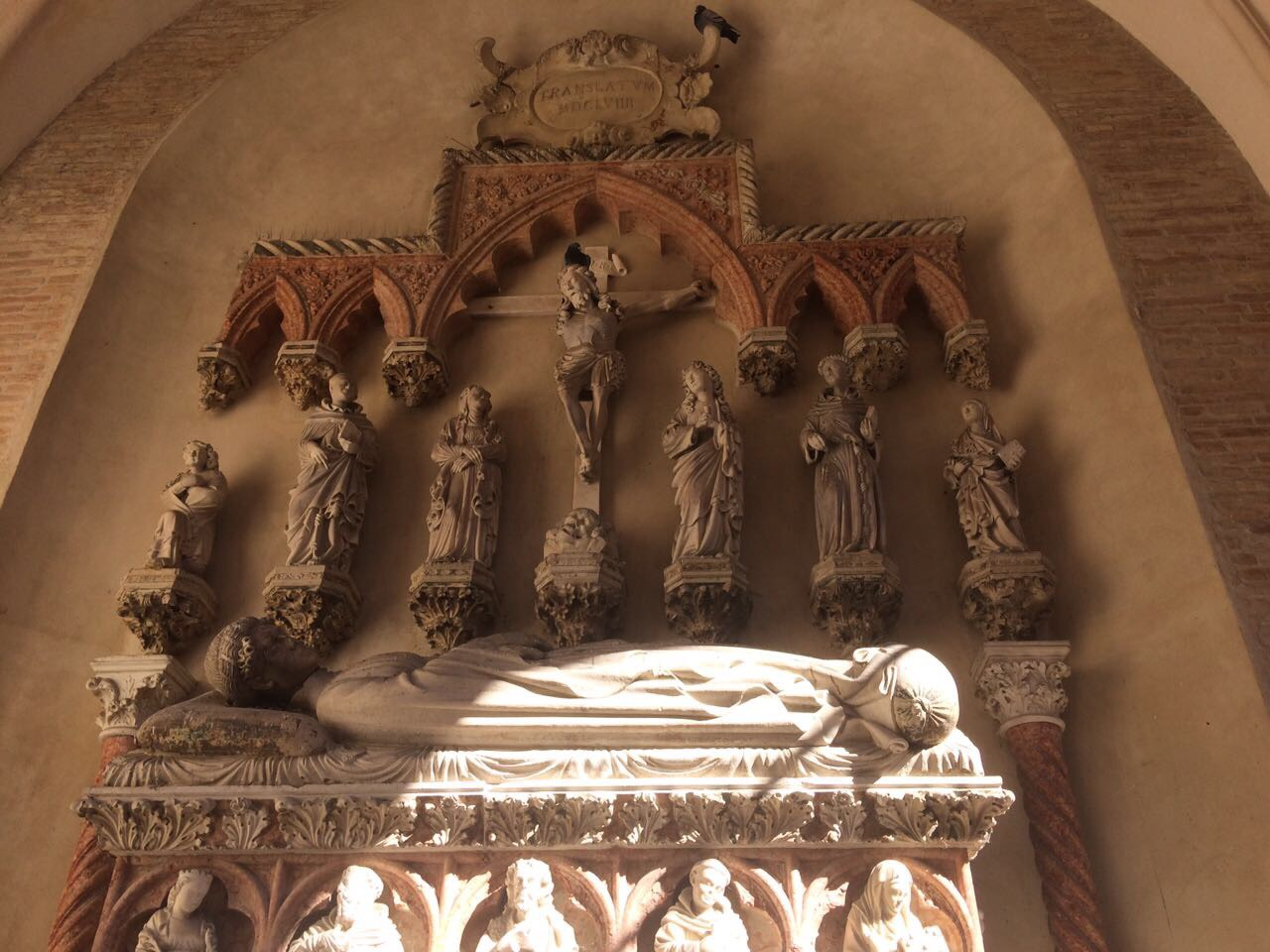
Tombe de Paola Bianca

Le portique, construit à la demande de la famille Malatesta, a abrité leurs tombes à partir du milieu du XVIIe siècle, lorsqu'elles ont été déplacées depuis l'intérieur du chœur.
Lors de la reconstruction de l'église en 1850, l'ingénieur Filippo Bandini da Faenza a rénové le péristyle en préservant ses caractéristiques anciennes. Le portique se développe sur trois arcs brisés reposant sur des colonnes de pierre, dont les chapiteaux sont typiques de l'architecture romaine. Le développement des trois arcs est entouré d'une décoration en terre cuite et au sommet se trouve le blason de la famille Malatesta. Le mur arrière du péristyle est issu de l'ancienne église franciscaine.

### Tombes des Malatesta
À gauche de l'entrée du portique se trouve la tombe de Paola Bianca. Elle est située sur un haut socle dont les côtés comportent des représentations de saints veillant sur le sommeil éternel de la défunte.
À droite du portail se trouve l'arche de Pandolfo III Malatesta, de style classique, placé sur une haute plinthe, divisée en deux compartiments à l'intérieur desquels se trouvent retenus par des festons, les boucliers de la famille Malatesta .
Le long du petit côté du péristyle se trouve l'arche de Bonetto da Castelfranco, soutenue par trois corbeaux. Au-dessus du sarcophage, il y a une pierre tombale en marbre rouge de Vérone sur laquelle est sculpté un blason avec une licorne en guise d'écusson, longtemps attribué aux Malatesta, mais qui appartient à la famille Boccacci, liée à la cour de Pandolfo III .